# Draci v hrnci
Draci v hrnci je dětský zábavný pořad České televize o vaření, jídle a potravinách. Premiéra prvního dílu proběhla 1. září 2013 na tehdy začínající stanici ČT :D a od té doby se vysílá pravidelně každou neděli.

## Struktura pořadu
Hlavní hraná část je koncipovaná jako sitcom s Maxíkem (Henryk Šimek) a jeho sestrou, kterou hraje od roku 2016 Barbora Heidlová. Maxík v roce 2019 nahradil Oskara (Oskar Juchelka). V letech 2013-2016 hrála roli sestry Michaela Tomešová. Sourozenci jsou sami doma a mají si připravit jídlo podle receptu, který jim maminka nechala na lednici. Vaření zůstane většinou na Maxíkovi.
Hranou část doplňují animované sekvence a reportáže o potravinách souvisejících s daným receptem.
Téměř každá část pořadu má svého animovaného průvodce od výtvarnice a animátorky Evy Gargašové.
Maxíka v kuchyni provázejí dva dračí kamarádi - trochu natvrdlý a věčně hladový Adam a jeho chytřejší sestřička Eva. Oba se objevují i v několika samostatných groteskách. Ve třech krátkých blocích STK (Slepičí tisková kancelář) přináší objevné informace zběsilá slepičí redaktorka Edna. Sám Oskar má animovanou podobu a provází historickou částí pořadu, ve které pátrá, odkud které plodiny pochází. Dalšími prvky jsou dokumenty o potravinách. V jednom dělá „chaos“ postava krysáka a druhý naopak vyvažuje moudrý kašpárek, který uvádí vše na pravou míru.
Každý díl obsahuje také pohádku, která vzniká kontinuálním snímáním procesu malby karikaturisty Václava Šípoše.
Hrané části pak doplňuje mim a děti zpívající o potravinách podle známých písniček.

## Účinkující
| Henryk Šimek      | Maxík                                           |
| Barbora Heidlová  | mladší sestra                                   |
| Oskar Juchelka    | Oskar                                           |
| Michaela Tomešová | starší sestra                                   |
| Jiří Sedláček     | animovaná dračí slečna Eva, vypravěč            |
| David Viktora     | animovaný dračí kluk Adam, krysák, kohout Zobal |
| Kamila Teslíková  | animovaná slepičí redaktorka Edna               |
| Vladimír Mráz     | animovaný kašpárek                              |
| Karel Prais       | mim                                             |
| Jana Strýčková    | komentátorka                                    |
| Pavel Janošec     | komentátor                                      |

## Titulní píseň
Znělkou pořadu se stala skladba „Spring Reggae“ zpěvačky a skladatelky Elis (Eliška Mrázová). Píseň s původním anglickým textem se objevila na jejím debutovém albu Shubidu z roku 2013.